# Michael Nystås
Carl Michael Patrik Nystås, född i Finspång den 6 december 1971, är en svensk journalist, författare, musiker och kommunikatör.

## Biografi
Nystås skrev under 1980-talet om dansband och dansbandsmusik i Norrköpings Tidningar, och därefter i Länstidningen Östersund och Östersunds-Posten. Från den 27 mars 1992 till den 13 september 2005 skrev han för Aftonbladet. Den 13 september 2005 startade han Dansbandsbloggen, som den 23 september 2008 införlivades med Bloggportalen inför Sveriges Televisions Dansbandskampen 2008, för att den 24 januari 2009 återgå till den gamla bloggen. Den 17 mars 2009 började han även "dansbandsblogga" över Mariann Grammofons webbplats. Den 23 oktober 2009 införlivades Dansbandsbloggen återigen med Bloggportalen, denna gång inför Dansbandskampen 2009. Den 14 februari 2010 meddelades att Dansbandsbloggen tar en paus.
Han skriver även låtar. Tillsammans med Nick Borgen har han skrivit låten "Marilyn, jag väntar än", inspelad av Nick Borgens orkester på albumet Du é vår allra bästa vän 1997. Tillsammans med Dick Lundberg har han skrivit låten "Blå linjen hem", inspelad av Dick Lundberg & Lucidor på albumet 14 dagar i staden Kall 2003. 1998 gav Michael Nystås ut det egna albumet Morristown, som influerades av Magnus Johansson, Ulf Lundell och Eldkvarn. Debutalbumet följdes upp 2018 med skivan "Det är som om våren slagit ut i mitt bröst".
År 2004 medverkade han i juryn i TV3:s Fame Factory.
Michael Nystås är verksam som kommunikatör på Chalmers tekniska högskola i Göteborg. Han har skrivit flera böcker i olika genrer.

## Diskografi (i urval)
- Katjas hjärta (1990)
- Nollställd (1993)
- Lisa & Regnbågen (1994)
- Morristown (Kulturföreningen Spökskivor mm, 1998)
- Vingar på din fot (Kulturföreningen Spökskivor mm, 2016)
- Underkänd (Kulturföreningen Spökskivor mm, 2018)
- Det är som om våren slagit ut i mitt bröst (Kulturföreningen Spökskivor mm, 2018)

### Fotnoter
1. 1 2 3  Sveriges befolkning 2000, Sveriges Släktforskarförbund, 2020, läst: 5 april 2022.[källa från Wikidata]
2. ↑  ”Du é vår allra bästa vän”. Svensk mediedatabas. 28 maj 1997. http://smdb.kb.se/catalog/id/001513825. Läst 21 april 2011.
3. ↑  ”14 dagar i staden Kall”. Svensk mediedatabas. 28 maj 2003. http://smdb.kb.se/catalog/id/001430376. Läst 21 april 2011.
4. ↑  ”Michael Nystås”. Arkiverad från originalet den 18 augusti 2010. https://web.archive.org/web/20100818013607/http://www.nystas.se/musik.html. Läst 21 april 2011.
5. ↑  Spökskivor Zine (7 januari 2019). ”Nystås följer upp debutalbumet efter 20 år”. Spökskivor Zine. https://spokskivor.wordpress.com/2019/01/07/nystas-foljer-upp-debutalbumet-efter-20-ar. Läst 24 juni 2019.
6. ↑  ”Michael Nystås - Chalmers”. www.chalmers.se. Arkiverad från originalet den 20 december 2016. https://web.archive.org/web/20161220134957/http://www.chalmers.se/sv/personal/Sidor/michael-nystas.aspx. Läst 12 december 2016.
7. ↑  ”LIBRIS - sökning: michael nystås”. libris.kb.se. http://libris.kb.se/hitlist?q=michael+nyst%C3%A5s&d=libris&m=10&p=1&s=r. Läst 24 juni 2019.